# Nkoranza nord
Le district de Nkoranza nord (officiellement Nkoranza North District, en Anglais) est l’un des 22 districts de la Région de Brong Ahafo au Ghana.
Le 29 février 2008, sur décret du Président JA Kufuor, il y a eu scission du district de Nkoranza, qui donna, par la même, naissance au district de Nkoranza sud.

## Villes et villages du district
| - Busunya |

## Sources
- (en)
- (en) Site de Ghanadistricts